# 碳鋼
碳鋼（英语：carbon steel）是一类含碳量介于0.02%~2%之間，而極少其他元素的钢材，也是產量最高的金屬材料。
碳鋼分為高碳鋼、中碳鋼和低碳鋼。含碳量越高，钢加熱處理後的硬度、強度和耐磨性也就越高，且越脆。含碳量越低，質軟且耐延展。
它通常用在需要強度、硬度和耐磨性的金屬零件上，如切削工具、鋼纜、鋼琴線、彈簧和刀具等，在加工形成後，零件通常需要再經過處理並回火。

## 成分

### 含碳量
- 高碳鋼是指回火時間較長、含碳量高（0.6％~2％）的鋼材，可以淬火和回火。主用途為一般軸承、刀具（碳素工具钢）、鐵軌、鋼框模（用以將鋼材塑型）和鋼門等。其中，锤、撬棍等由含碳量0.75%的钢制造；切削工具如钻头，丝攻，铰刀等由含碳量0.90%至1.00%的钢制造。
- 中碳鋼是指回火時間較高碳鋼為短、含碳量適中（0.3％~0.6％），性質介於高碳鋼與低碳鋼之間的鋼材，主用途是製造不鏽鋼。
- 低碳鋼是含碳量0.02％~0.3％，回火時間短之碳鋼，質軟、耐衝壓及可延展，用于冷加工和焊接结构，如鋼筋、耐衝壓機件、特殊鋼材等。可表面渗碳提高耐磨性。

### 其他元素
碳钢一般含有少量的硅、锰、硫、磷。较高含锰量（0.7%-1.2%）的碳素钢有较好的力学性能和加工性能。按含硫、磷等杂质的含量多少分为普通碳素钢（S ≤0.055％，P ≤0.045％)、优质碳素钢（S ≤0.040％，P ≤0.040％)和高级优质碳素钢（S ≤0.030％，P ≤0.035％)。

## 用途

### 碳素结构钢
碳素结构钢含碳量小于0.8%，除几个含碳很低的钢号可以熔炼沸腾钢外，其余都是镇静钢。分建筑结构钢和机器制造结构钢两种，主要用于桥梁、船舶、建筑构件、机器零件等。
- 普通碳素结构钢按照钢材屈服强度分为5个牌号：Q195、Q215、Q235、Q255、Q275 。其中，Q195、 Q215、 Q235塑性好，可轧制成钢板、钢筋、钢管等；Q255、 Q275可轧制成型钢、钢板等。
- 优质碳素结构钢以碳的平均质量万分数表示。如20＃、45＃等，其中20＃表示含C：0.20%（万分之20）。主要用于制造各种机器零件

### 碳素工具钢
碳素工具钢是基本上不含合金元素的高碳钢，含碳量在0.65%-1.35%范围内。生产成本低，加工性良好，热处理后硬度高、耐磨性好，是被广泛使用的钢种，用于制造各种刀具、量具、模具等。但红硬性差，工作温度小于250°C。
碳素工具钢以碳的平均质量千分数表示，并在前冠以T。如T9、T12等。 T9表示含C：0.9%（千分之9）。

### 铸钢
铸钢牌号是在数字前冠以ZG，数字代表钢中平均质量分数（以万分数表示）。如ZG25，表示含C：0.25%。用于制造形状复杂并需要一定强度、塑性和韧性的零件，如齿轮、联轴器等。